# Carcharhinus humani
Carcharhinus humani — вид акул родини сірих акул (Carcharhinidae).

## Поширення
Мешкає в західній частині Індійського океану навколо острова Сокотра, біля узбережжя Кувейту, Бахрейну, в Аденській затоці, біля Мозамбіку та Південної Африки.

## Опис
Вид є маленькою тонкою акулою загальною довжиною до 83 см. Вид має перший спинний плавець у формі півмісяця та другий спинний плавник з чорним кінчиком, тоді як усі інші плавники однотонні. Морда не сплощена і округла при погляді зверху і знизу і вузько закруглена при погляді збоку. Carcharhinus humani відрізняється від Carcharhinus sealei тим, що вона має довший рострум і пляму на другому спинному плавці, яка різко відмежована від навколишньої області і не поширюється на поверхню спини. У C. sealei пляма лише нечітко визначена і зазвичай тягнеться до спини. Carcharhinus humani відрізняється від Carcharhinus coatesi коротшим першим спинним плавцем, вищим другим спинним плавцем і більшою кількістю хребців (152–167 проти 134–147). При народженні загальна довжина одного або двох дитинчат акули на одну матір становить від 35 до 45 см.